# Harrysmithia franchetii
Harrysmithia franchetii là một loài thực vật có hoa trong họ Hoa tán. Loài này được (M. Hiroe) M.L. Sheh mô tả khoa học đầu tiên năm 2004.